# 僕はペガサス 君はポラリス
「僕はペガサス 君はポラリス」（ぼくはペガサス きみはポラリス）は、MISIAの30枚目のシングル。2014年2月5日にアリオラジャパンから発売された。

## 解説
前作から約半年ぶりのリリース。
初回生産限定盤は豪華デジパック仕様、オリジナル・ブックマーク封入、2012年8月26日に河口湖ステラシアターで行われた一夜限りのライブの音源「恋は終わらないずっと (Candle Night Live)」収録。
「僕はペガサス 君はポラリス」は、TBS系日曜劇場『S -最後の警官-』の主題歌として書き下ろされた楽曲。MISIAの楽曲の日曜劇場への起用は2009年10月-12月に放送された『JIN-仁-』の主題歌「逢いたくていま」以来約4年ぶり。作詞はドラマの台本から着想を得たもの。全体のプロデュースを重実徹、アレンジを横山裕章、ストリングスを服部隆之が手掛けた。
カップリング曲の「Jewelry」は、2013年12月3日に急逝したドラマーの青山純との最後のレコーディング曲。本作のCDジャケットには「In Memory of Our Beloved Drummer Jun Aoyama, Alex」と記載されており、彼への追悼の意が込められている。「恋は終わらないずっと (Candle Night Live)」も彼の参加楽曲である。

## 収録曲
1. 僕はペガサス 君はポラリス [5:00]
作詞：MISIA / 作曲、編曲：横山裕章 / ストリングス・アレンジ：服部隆之
  - TBS系日曜劇場『S -最後の警官-』主題歌
2. Jewelry [4:30]
作詞：佐藤真由美 / 作曲：Geila Zilkha / 編曲：重実徹 / ストリングス・アレンジ：服部隆之
3. 君の太陽になろう [6:03]
作詞、作曲：森大輔 / 編曲：Gomi
  - セイコー「ルキア」CMソング
4. 恋は終わらないずっと (Candle Night Live) [4:52]
作詞：MISIA / 作曲：佐々木潤 / 編曲：重実徹 / ストリングス・アレンジ：弦一徹
  - 初回生産限定盤のみ収録。